# Tour CB21
La Tour CB21 chiamata precedentemente Tour Gan (1974-2009), è un grattacielo che ospita uffici di proprietà della Covivio, situato a La Défense, a Courbevoie, comune nei pressi di Parigi, in Francia. Questo edificio è stato ristrutturato da gennaio 2009 ad agosto 2010 ed è principalmente occupata da Suez e dalle sue filiali. La parte inferiore della torre è occupato da varie società tra cui AIG, Groupon, Nokia, Informatica, Verizon, WANO Paris Centre e altri.
Costruito tra il 1972 e il 1974, è alto 180 metri con il tetto che arriva a 187 metri con le antenne. La pianta dell'edificio ha la forma di una croce greca.